# Halowe Mistrzostwa Świata w Lekkoatletyce 1989 – bieg na 3000 m kobiet

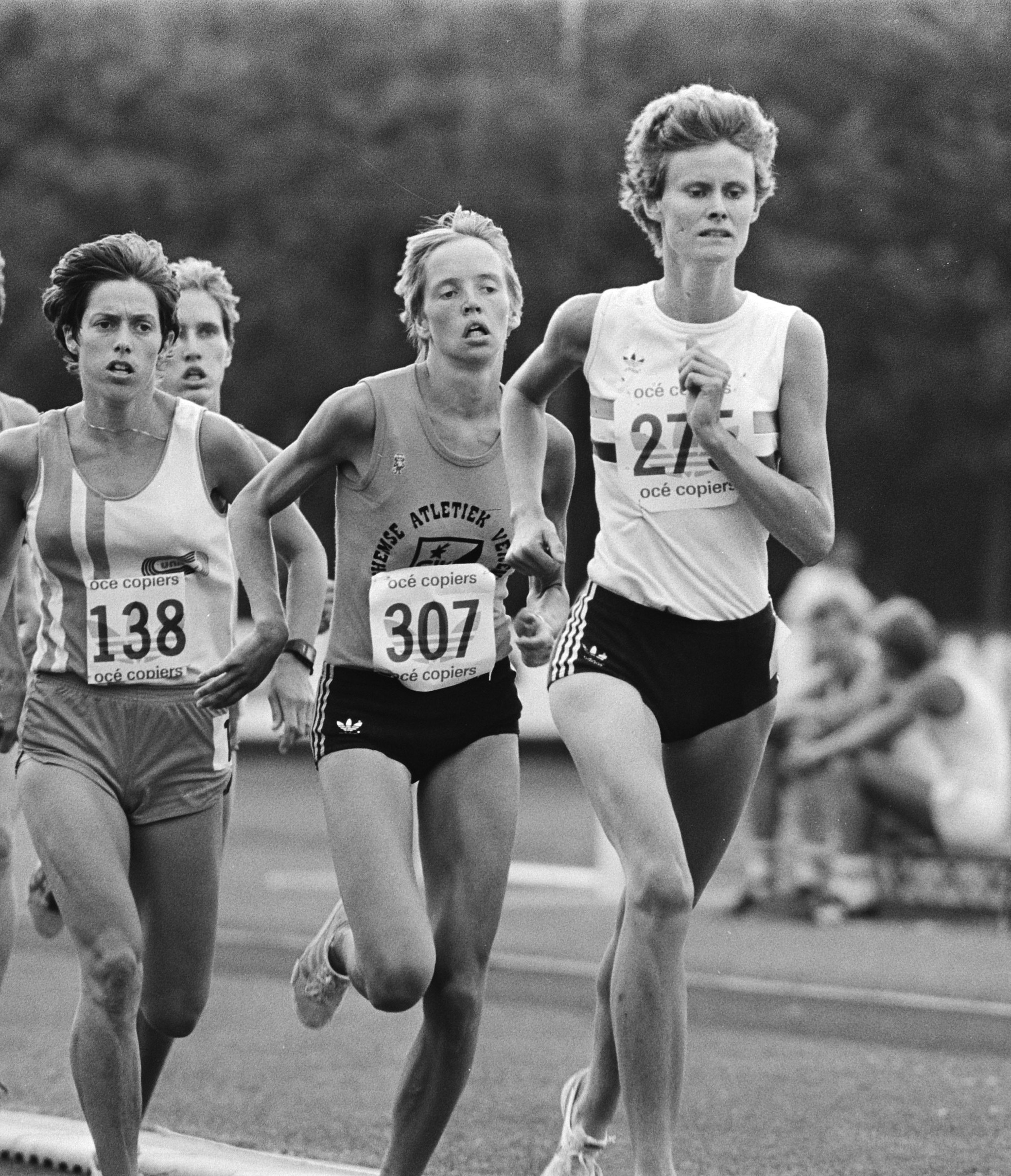
Elly van Hulst (z prawej)

Bieg na 3000 metrów kobiet – jedna z konkurencji biegowych rozgrywanych podczas halowych mistrzostw świata w  hali Sport Csárnok w Budapeszcie. Rozegrano od razu bieg finałowy 4 marca 1989. Zwyciężyła reprezentantka Holandii Elly van Hulst, która ustanowiła rekord świata z rezultatem 8:33,82. Tytułu zdobytego dwa lata wcześniej w Indianapolis nie broniła Tetiana Samolenko ze Związku Radzieckiego.

## Rezultaty

### Finał
Opracowano na podstawie materiału źródłowego.
| Miejsce | Zawodniczka      | Czas    | Uwagi       |
| ------- | ---------------- | ------- | ----------- |
| 1       | Elly van Hulst   | 8:33,82 | [ 1 ] [ 2 ] |
| 2       | Liz McColgan     | 8:34,80 | [ 1 ]       |
| 3       | Margareta Keszeg | 8:48,70 | [ 1 ]       |
| 4       | Vera Michallek   | 8:49,66 |             |
| 5       | Nicky Morris     | 8:52,52 | [ 1 ]       |
| 6       | Ludmiła Borisowa | 9:04,75 | [ 1 ]       |
| 7       | Zita Ágoston     | 9:18,72 |             |
| –       | Fatima Aouam     | DNS     |             |